# Karolina Horster

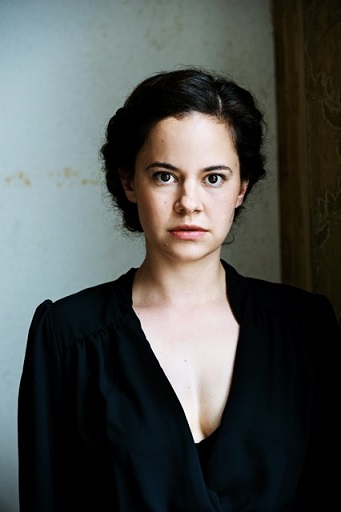
Karolina Horster (2017)

Karolina Horster (* 30. Juli 1986 in München) ist eine deutsche Schauspielerin.

## Leben
Horster studierte von 2007 bis 2010 Schauspiel an der Folkwang Universität der Künste in Essen. 2010 gewann sie mit ihren Mitstudierenden des vierten Jahrgangs der Folkwang-Universität beim Schauspielschultreffen für die Produktion Sinn den ersten Ensemblepreis des Bundesministeriums für Bildung und Forschung. Neben dem Studium spielte sie in mehreren Theaterinszenierungen in den Schauspielhäusern von Bochum, Essen und Dortmund. Von 2011 bis 2013 war Karolina Horster fest am Theater und Orchester Heidelberg engagiert.
Seitdem ist sie an verschiedenen Theatern tätig, unter anderem am Staatsschauspiel Hannover, am Münchner Volkstheater und am Schauspielhaus Bochum. Auch arbeitet sie für Film-, Fernseh- und Kinoproduktionen.
Horster spielte zudem im Kurzfilm Zwei Zimmer, Balkon, der im Jahr 2010 mit dem Studio Hamburg Nachwuchspreis als Bester Kurzfilm ausgezeichnet wurde. 2015 erhielt sie den Publikumspreis bei dem Theaterfestival „Radikal Jung“ für das Stück Und jetzt: Die Welt unter der Regie von Jessica Glause.
2021 produzierte sie zusammen mit dem Regisseur Nick Hartnagel ihren ersten eigenen Film „Leutnant Gustl“, nach der gleichnamigen Novelle von Arthur Schnitzler. Dieser war zu den 55. Hofer Filmtagen eingeladen und dort für den Förderpreis „Neues Deutsches Kino“ nominiert. Auch erhielt sie für ihre schauspielerische Leistung in dem Film den Preis „Best Actress Featurette“ auf dem Sevilla Independent Film Festival SEVIFF.
An der Seite von Heino Ferch ist Karolina Horster regelmäßig in der ZDF-Reihe „Ingo Thiel“ als Gerichtsmedizinerin Martha Stachowicz zu sehen.

## Theater
- 2005–2007: Münchner Kammerspiele, Mitglied der Jugendgruppe
- 2009: Wie es euch gefällt, Ruhrfestspiele Recklinghausen – Regie: Brian Michaels
- 2009: Der zerbrochne Krug, Ruhrtriennale – Regie: Andrea Breth
- 2010: Die Zofen, Schauspielhaus Dortmund – Regie: Katharina Weishaupt
- 2010: Sinn, Schauspiel Essen – Regie: Antú Romero Nunes
- 2010: Eisenstein, Schauspielhaus Bochum – Regie: Anselm Weber
- 2011: Trilogie der Sommerfrische, Düsseldorfer Schauspielhaus – Regie: Wolfgang Engel
- 2011–2013: Engagement am Theater Heidelberg
- 2014: zu jung zu alt zu deutsch, Staatsschauspiel Hannover – Regie: Nick Hartnagel
- 2014–2016: Und jetzt :die welt, Münchner Volkstheater – Regie: Jessica Glause
- 2015: In der Republik des Glücks, Theater Osnabrück – Regie: Nick Hartnagel
- 2015: Big Republic, Theater Rampe – Regie: Christina Paulhofer
- 2016: Manchmal an die Liebe regiert und manchmal einfach niemand, Schauspielhaus Bochum – Regie: Jan Gehler

- 2016: Über meine Leiche, Schauspielhaus Bochum
- 2017–2018: The Humans, Schauspielhaus Bochum
- 2020: Oz – There‘s no place like home, Theater der Keller Köln

## Filmografie
- 2006: Einsame Insel – Regie: Stanislav Güntner (Kurzfilm)
- 2007: Beste Gegend – Regie: Marcus H. Rosenmüller
- 2008: Bloch – Bauchgefühl – Regie: Franziska Meletzky (Fernsehfilm)
- 2009: Zwei Zimmer, Balkon – Regie: Enno Reese (Kurzfilm)
- 2010: Die letzten 30 Jahre – Regie: Michael Gutmann (Fernsehfilm)
- 2014: Beste Chance – Regie: Marcus H. Rosenmüller
- 2015: Hubert und Staller: Unter Wölfen – Regie: Jan Markus Linhof (Serie)
- 2015: SOKO München: Der Weg der Leber – Regie: Peter Baumann (Serie)
- 2015: München 7: Einfach weg – Regie: Franz Xaver Bogner (Serie)
- 2015: Polizeiruf 110: Wölfe – Regie: Christian Petzold (Fernsehfilm)
- 2015: Eine unerhörte Frau – Regie: Hans Steinbichler
- 2016: Brandnächte – Regie: Matti Geschonneck (Fernsehfilm)
- 2017: Kommissarin Lucas: Löwenherz – Regie: Ralf Huettner (Fernsehfilm)[3]
- 2017: Über Land (Fernsehserie)
- 2018: Heldt – Spukhaus – Regie: Heinz Dietz (Fernsehserie)
- 2018: Grüner wird’s nicht, sagte der Gärtner und flog davon – Regie: Florian Gallenberger
- 2019: Brecht – Regie: Heinrich Breloer
- 2020: Nicht tot zu kriegen – Regie: Nina Grosse (Fernsehfilm)
- 2020: Verliebt in Kroatien – Regie: Bruno Grass (Fernsehfilm)
- 2021: In aller Freundschaft – Die jungen Ärzte – Vergiftet – Regie: Hartwig van der Neut (Fernsehserie)
- 2021: Bettys Diagnose – Eiskalt erwischt – Regie: André Siebert (Fernsehserie)
- 2021: Ein Mädchen wird vermisst (Fernsehfilm)
- 2021: SOKO Köln: Vaterliebe (Fernsehserie)
- 2021: Ein Fall für zwei: Advokaten und Mörder (Fernsehserie)
- 2022: In aller Freundschaft: Überreaktionen (Fernsehserie)
- 2022: Polizeiruf 110: Das Licht, das die Toten sehen
- 2022: Wo ist meine Schwester?
- 2022: Rentnercops: Glamping – Regie: Jan Markus Linhof (Fernsehserie)
- 2022: Lena Lorenz: Krank vor Sorge (Fernsehreihe)
- 2023: Die Bestatterin – Zweieinhalb Tote
- 2023: Briefe aus dem Jenseits
- 2024: Mein Kind – Moya Ditina
- 2024: Yvonne und der Tod
- 2025: Tatort: Restschuld (Fernsehreihe)